# Chinese tempelleeuw

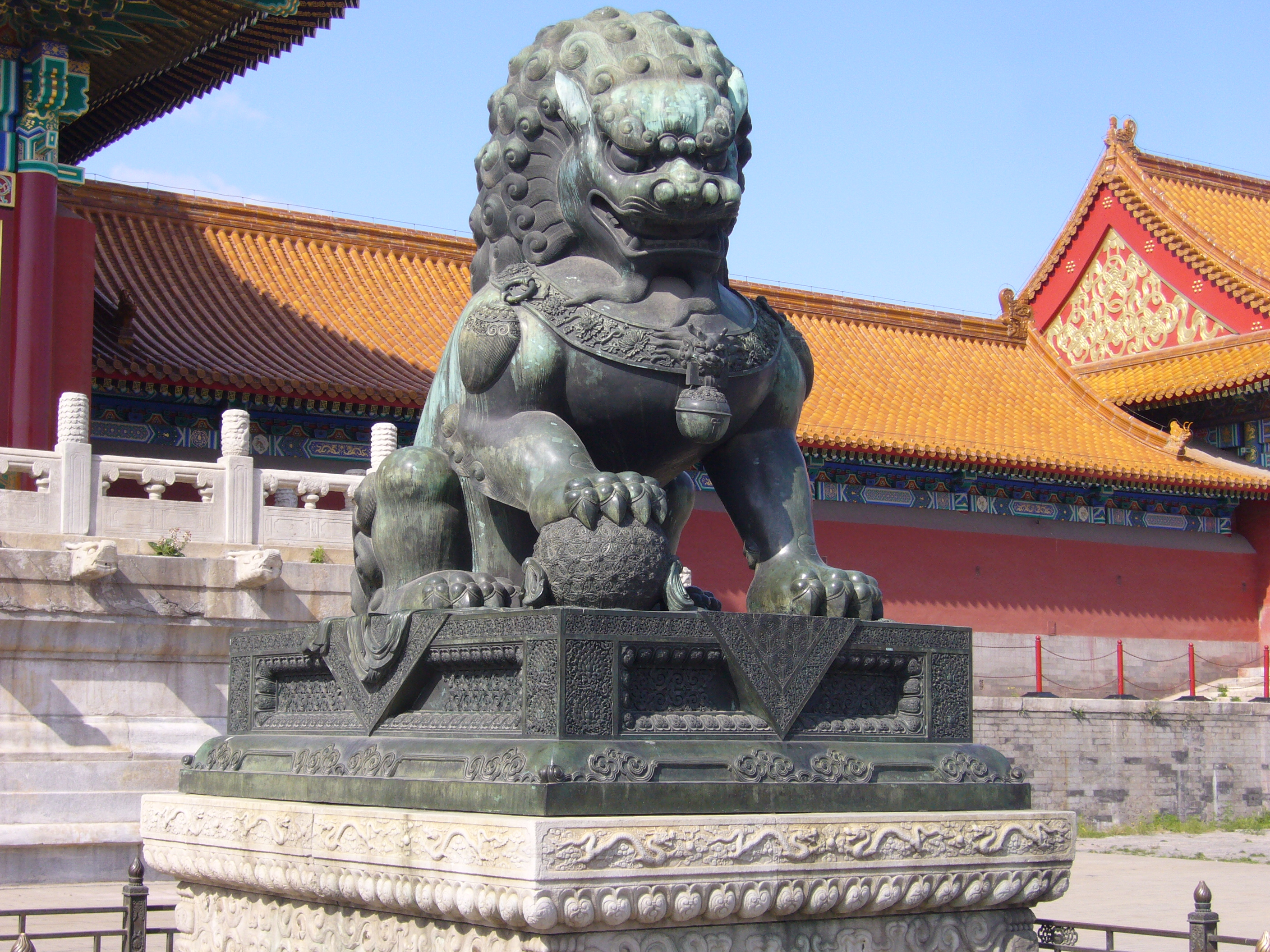
Bronzen tempelleeuw bij voor een van de poortgebouwen van de Verboden Stad in Peking

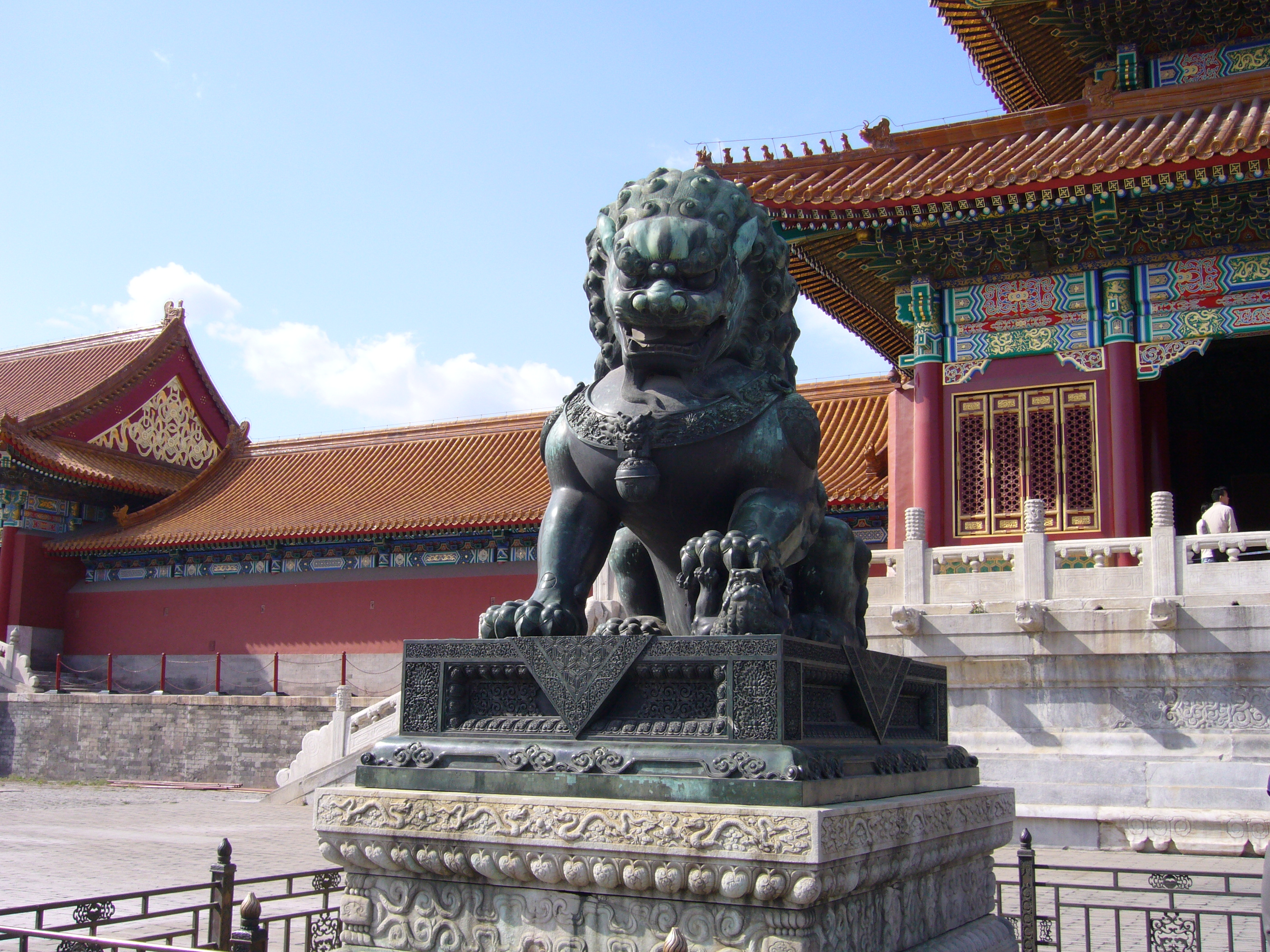
De corresponderende tempelleeuwin

Een Chinese tempelleeuw is een traditionele Chinese bouwkundige ornament. Doorgaans uit steen gehouwen worden ze ook als stenen leeuwen aangeduid, of shishi ((zh) ). Ze zijn in informeel Engels bekend als leeuwenhonden of foo dogs / fu dogs. De oorsprong van deze leeuwen zijn te vinden in het Chinees Boeddhisme. Vaak gaat het om een paar, waarbij de man een bal heeft en het vrouw een leeuwenwelp heeft, waarbij ze niet natuurgetrouw de leeuwen weergeven, maar met symbolisch opgemaakte uiterlijk. De functie die aan deze stenen leeuwen toegekend wordt is het beschermen van gebouwen (tempels onder andere) tegen schadelijke geesten en andere spirituele entiteiten. Ook zouden ze bescherming bieden tegen mensen met kwade bedoelingen.
Na de eerste verschijningen in keizerlijke Chinese paleizen en graftombes, werden deze leeuwen ook in andere delen van Azië geplaatst, inclusief Japan, Korea, Tibet, Thailand, Myanmar, Vietnam, Sri Lanka, Nepal, Cambodja, Laos en Maleisië.

## Beschrijving
Beelden van de tempelleeuwen stonden traditioneel aan de voorzijde van Chinese keizerlijke paleizen, graftombes, regeringskantoren, tempels en de huizen van hoger geplaatste ambtenaren en de rijken. De overtuiging was dat ze krachtige, mythische en beschermende uitwerking hadden. De leeuwen werden ook gebruikt in artistieke uitingen, zoals deurkloppers en aardwerk. Beeldparen van tempelleeuwen zijn in de 21ste eeuw nog gebruikelijk als symbolische elementen aan de weerszijden van de hoofdtoegang tot restaurants, hotels, supermarkten en andere objecten in China en elders daar waar Chinezen zich hebben gevestigd, in het bijzonder in lokale Chinatowns.
De leeuwen worden doorgaans in paren neergezet. Wanneer ze bewust als symbolische beelden zijn toegepast, dan rust de poot van het mannetjesleeuw op een "geborduurde" bal (in oud-keizerlijke context symboliseert dit suprematie over de wereld) en een leeuwin die een speelse welp op zijn/haar rug houdt (representerend voor zorgzaamheid).